# Stazione di Maddaloni Inferiore
Stazione di Maddaloni Inferiore vasútállomás Olaszországban, Teano településen.

## Vasútvonalak
Az állomást az alábbi vasútvonalak érintik:
- Róma–Cassino–Nápoly-vasútvonal

## Kapcsolódó állomások
A vasútállomáshoz az alábbi állomások vannak a legközelebb:
- Stazione di Cancello (Stazione di Napoli Campi Flegrei)
- Stazione di Caserta (Stazione di Caserta)
- Stazione di Cancello (Stazione di Napoli Centrale)
- Stazione di Caserta (Stazione di Piedimonte Matese)